# 小谷野伝蔵
小谷野 伝蔵（小谷野 傳藏、こやの でんぞう、1883年（明治16年）1月1日 - 1963年（昭和38年）12月）は、大正から昭和時代前期の政治家、実業家。埼玉県浦和市長。埼玉県多額納税者。

## 経歴・人物
栃木県栃木町生まれ。栃木中学校卒業。坂倉重平の三男として生まれ、小谷野やさの養子となり、1912年（大正元年）家督を相続する。1915年（大正4年）、浦和商業銀行に入行した。同年、浦和町会議員となる。1919年（大正8年）、北足立郡会議員となる。1921年（大正10年）、浦和商業銀行頭取となった。1922年（大正11年）2月6日、浦和町長兼浦和町会議長となった。1923年（大正12年）8月20日に退任した。1936年（昭和11年）3月27日、埼玉県浦和市長に就任する。1938年（昭和13年）8月1日、浦和市長を辞任した。1963年（昭和38年）に浦和市名誉市民となった。
ほか、相川精麥代表取締役社長、埼玉県農工銀行・武神製衡所各取締役、第八十五銀行取締役、浦和・大谷場各耕地整理組合長などを歴任した。
宗教は真宗。